# Fonyód
Fonyód é uma cidade da Hungria, situada no condado de Somogy. Tem 53,55 km² de área e sua população em 2019 foi estimada em 4.829 habitantes.